# Франк Мартін (вершник)
Франк Мартін (швед. Frank Martin, 30 грудня 1885 — 28 серпня 1962) — шведський вершник. Чемпіон літніх Олімпійських ігор 1920 року. 